# Götz von Berlichingen
Götz von Berlichingen, nemški vitez in najemnik, * 1480, Berlichingen, † 23. julij 1562.